# Черкесские набеги на Крымо-Ногайцев
Черкесские набеги на Крымо-Ногайцев — серия регулярных нападений черкесов на Крымское ханство и ногайцев, а также союзную им Османскую Империю длившиеся с XV по XVIII века.  
Начиная с золотоордынской эпохи в Крыму существовала весьма влиятельная группа черкесских феодалов. Черкесская династия правила Крымской Готией (1403-1475), черкесский князь Миллен был владельцем Восперо (Керчи) в 30-е гг. XIV в., а черкес Жанкасиус Зих, или Черкес-бек (Зиха-бей) занимал пост ордынского наместника Крыма в 80-е гг. XIV в. Причинами набегов служили стремление к захвату добычи(рабов, лошадей и пр.) и месть за набеги со стороны самого Крымского ханства и ногайцев.

## Хронология походов

### XV век
| Год        | Описание |
| ---------- | --- |
| 1498, 1499 | Разорительные походы Черкесов на Большую Орду. «…приходили Черкасы на Большую Орду, да побили, сказывают, татар Большой Орды добре много. И царю деи Маахмату под Черкасы прожити не мочно, он деи… мыслит пойти на сю сторону Дону».. |

### XVI век
| Год       | Описание |
| --------- | --- |
| 1500      | В 1500 г. хан Шейх-Ахмед, сменивший Сейид-Мухаммеда, обратился к Менгли-Гирею с просьбой разрешить ему перейти с Ордой к Днепру, так как за Доном «нам недобро кочевать, многие с нами брани чинят от Нагай и от Черкас». . |
| 1501      | Весной Черкесы разбили каффинского бейлербея. . |
| 1519      | Черкесами был разбит калга Бахадыр Гирей. . |
| 1522      | Крымский хан Мухаммед-Гирей , погиб в войне «с черкесами и дадианами». . |
| 1523      | Осада Бахчисарая (столицы Крымского ханства) кабардинской конницей во главе с Талостаном Джанхотовым. Крымский хан вынужден был запросить мира и выплатить кабардинцам большую дань. . |
| 1532      | Черкесы с боем захватили Астрахань, свергли хана Касима и возвели на трон Ак-Кубека . |
| 1546      | Черкесы вновь захватили Астрахань, прогнали Ак-Кубека и посадили на ханский престол другого своего ставленника – Ямгурчи, который не смог долго удерживаться у власти . |
| 1556      | Черкесы захватили два турецких города Темрюк и Тамань . |
| 1560-1561 | Черкесы совершают ряд набегов на Крымское ханство. Крымский хан жалуется на набеги черкесов и просит у Порты военную помощь для усмирения непокорных племен. |
| 1570      | Кабардинцы Темрюка приходили на помощь абазинам, воевавшим против крымцев. Хан Мехмед II Гирей сообщает, что черкесы разоряют крымские земли, и просит прислать янычар и пушки для карательного похода. |
| 1572      | Черкесы совершили военный рейд на османский берег : «Черкесы, прибыв на 24 кораблях, сожгли и разрушили за 300 миль отсюда все поселения побережья, разорили турецкие виноградники и перебили множество народа, а женщин увели в плен, забрав все имущество и товары, вследствие чего опасаются, как бы они не пришли в этот город». . |
| 1577      | Черкесы вновь совершают набеги на Крымское Ханство: «Представители крымского народа пришли к нам и сообщили, что черкесы притесняют их, поступают несправедливо, захватывают их женщин и имущество, и потому они просят помощи у падишаха...»                                                                                          |

### XVII век
| Год             | Описание |
| --------------- | --- |
| 1615            | На становища казыевские(Ногаевские) напали и разграбили Черкесы. . |
| 1619            | Против ногайцев были готовы воевать бесленеевцы, жанеевцы и темиргойцы. . |
| 1630            | Правитель Малой Кабарды Шолох Тапсаруков во главе своих отрядов нападал на ногайские кочевья, разоряя становища и угоняя скот. . |
| 1630            | Муцал Черкасский со своим полком, состоящим из 1200 кабардинцев и терских казаков , совершил рейд на ногайские улусы под Азов. Он не стал осаждать сильно укрепленный Азов, а разорил на реке Ее большой ногайский улус мурзы Шантемира. Победители захватили до 7 тысяч пленников, до 6 тысяч коров и 2 тысячи овец. . |
| 1670            | Черкесы во главе с князем Кайтукиным вторглись в Крым, который оставили лишь после тотального грабежа всего полуострова.. |
| 1672-1673, 1675 | Предводитель Черкесов Касбулат Черкасский в союзе с запорожцами также предпринял ряд нападений на Крым, откуда вывел "русский полон" и уничтожил "янычарский корпус". . Касбулат Черкасский в союзе с калмыками громит улусы ногайского мурзы Каракасая. . Касбулат Черкасский организует новый поход на Крым, куда вторгается во главе отряда из нескольких тысяч всадников, костяк которого составляли 800 кабардинских панцирников. . Всадники Касбулата Черкасского перешли Сиваш и на «заре на крымские улусы били». Возвращался отряд через Перекоп, где во время прорыва из Крыма в степь произошел бой: «Три султана крымских с ратными людьми пришли на нас ... и мы бой им дали и их побили». . |

### XVIII век
| Год  | Описание |
| ---- | --- |
| 1711 | Кабардинцы разгромили войско калга-султана Мурад-Гирея. . |
| 1721 | Арслан бек Кайтукин совершает набег на ногайцев. . |
| 1734 | в Малой Кабарде состоялось крупное сражение между русскими и кабардинцами, с одной стороны, и османо-татарской армией, с другой стороны. При этом на стороне последних выступили и калмыки. Русские отступили , но кабардинская конница, предводительствуемая Магометом Кургоко, разбила крымцев и отняла полон из Гребенских станиц.. |
| 1738 | Черкесы громят татарские отряды под предводительством Фети Гирея ,усиленные ногайцами Мусы Мирзы и остатками войск Навруз Улу. . |
| 1739 | Состоялось очередное сражение между крымцами и Черкесами, на реке Лабе. Черкесы, ведомые кабардинским князем Кайтуко, разбили войско калги-султана Кази-Гирея: «…тех татар разбили и прогнали; много до смерти побито и в полон взято, а салтана Кази-Гирея раненого до смерти побили ж». .                                            |
| 1746 | Хан Селим-Гирей в письме к атаману Донского войска Д. Ефремову жалуется: ".. уже в течение года происходят набеги на ханство со стороны бжедугов". . |
| 1769 | В Кабарду, в район Пятигорья, вступили крымские войска под командованием хана Керим Герая и кубанского сераскира Казы Герая. Адыги громят татарские войска «у Бештоевых гор». . |

## Высказывания иностранных авторов
"Зихи постоянно бьются с татарами, которые окружают их со всех сторон. Иногда они переходят Босфор  по льду, чтобы грабить татар Херсонеса Таврического, небольшая  их горсть может прогнать целое полчище татар, так как они лучше вооружены, более ловкие и смелые". .
«Зато все эти племена отличались храбростью, и в бою, по отзыву русских, сотня черкесов стоила тысячи татар». .
"Известны всем храбрость и проворство в битве горских черкес, несравненно всегда превосходящих крымских татар.".
"Татары воздерживаются ходить в Черкесию, потому что там очень воинственный народ." .
"Черкесы ходят даже на Босфор вплоть до Херсонеса Таврического, той провинции, где находится колония Каффы, основанная в древности генуэзцами...  Каждый день они бьются с татарами, которые окружают их со всех сторон… Горстка черкесов обращает в бегство целую толпу скифов (татар), так как черкесы гораздо проворнее и лучше вооружены, лошади у них лучше, да и сами они выказывают больше храбрости".  .
"Постоянное беспокойство, которое причиняют им татары и ногайцы, приучило их очень к войне и сделало из них лучших наездников во всех этих странах. Они мечут стрелы вперед и назад и ловко действуют шашкой. В лесу один черкес обратит в бегство 20 татар."  .
"Только одно могу похвалить, что все они такие воины, каких в здешних странах не обретается, ибо где татар и кумыков тысяча, тут черкесов довольно двухсот. И никто против них не стоит, и все от них трепещут." .
"Эти люди настолько храбрые, что, по уверению самих татар, насколько 10 крымцев сильнее 15 буджакан (ногайцев) , настолько 5 черкесов сильнее 10 крымцев."  .
«Отважные набеги их часто обливали берега тихого Дона и величественной Волги кровью их обитателей. Жажда наезднической славы у жанинцев доходила до крайности и была виною непомерного притеснения и бедствий горных племен, имевших несчастье жить в соседстве с буйными жанинцами. Более всех подвергались опустошительным набегам их крымские татары и подвластные им ногайцы, что порождало часто кровопролитные войны между крымскими ханами и гордыми жанинцами, которые с обыкновенной своей дерзостью вызывали всех на бой» .
Большое Крымское войско Бахадыр-Гирея направилось в Кабарду степью через низовья Дона. Судя по всему, Бахадыр-Гирей не хотел увязнуть в боях с жанеевцами и другими западными адыгами, пройдя через Тамань, решив прямо ударить по намеченной цели непосредственно с севера. Кабардинцы наголову разгромили крымское войско. .
"К тому же времени относится строительство целой серии османских крепостей на Западном Кавказе. Султан стремился не только укрепиться на Западном Кавказе, но и обезопасить свои владения, как и Крым, от походов черкесов. Охрану строительства крепостей осуществляло значительное крымское войско"..
Мухаммед-Гирей был заинтересован в постройке крепостей, защищавших Крым от походов адыгов, и охотно выделял войска для охраны их строительства. .
"Черкесы непрестанно дерутся с Татарами, живущими вблизи их. Во время холодов, морозов, они отправляются на грабеж в Таврический Херсон. Толпы их немногочисленны, но чрезвычайная их деятельность, проворство и решительность – заменяют силу и число. Они храбры до изступления и фанатизма.  Храбрость горцы ставят в ряду высоких достоинств и предпочитают смерть плену, в мнении их постыдному. Черкеса можно взять в плен разве только тяжело-раненнго, безоружного или мертвого.".

## Итоги
Во время черкесских набегов сильно страдали ногайские и крымские кочевья, а также османские крепости, множество людей уводилось в рабство, вывозили и другую добычу. Все эти набеги нанесли существенный урон Крымскому ханству и ногайцам.